# Club Atlético River Plate (féminines)
Actualités
Le Club Atlético River Plate est un club argentin de football féminin fondé en 1991 dans la ville de Buenos Aires. L'équipe représente la section féminine du club homonyme masculin fondé en 1901. Avec 11 titres de champion, il est le deuxième club de football féminin le plus titré d’Argentine.

## Histoire du club
Le Club Atlético River Plate est un club omnisports fondé en 1901, en 1991 lorsque la première division féminine est créée, le club fonde une section de football féminin, l'équipe participe à ce championnat dès sa création et remporte la première édition. De 1993 à 1997, River Plate remporte cinq fois de suite le titre de champion d'Argentine. 
En 2017, River Plate remporte son onzième titre et se qualifie pour la Copa Libertadores féminine où elle terminera à la troisième place.

## Palmarès
| Compétitions nationales |
| --- |
| - Championnat d'Argentine (11) : - Champion : 1991, 1993, 1994, 1995, 1996, 1997, 2002 ouv, 2003 cl, 2009 cl, 2010 cl, 2017 - Coupe d'Argentine (1) : - Vainqueur : 2022 |